# Wilhelm Peter Herzog
Wilhelm Peter Herzog (geboren 1918 in Köthen; gestorben nach 1961) ist ein deutscher Jugendbuchautor und Verlagsleiter.
Herzog war langjähriger Mitarbeiter der Jugend-Jahrbuchreihe Das neue Universum. In den 1950er Jahren verfasste er zwei Jugend-Science-Fiction-Romane, die im Franz Schneider Verlag erschienen. Er verwendete auch die Pseudonyme Peter Helmi und Peter Duka.

## Bibliographie
- Start zu den Sternen (1958)
- Jochens Flug in den Weltraum (1960)
- Bim und sein kleiner Tick (1961)